# Волтурара Ирпина (Авелино)
Волтурара Ирпина (итал. Volturara Irpina) је насеље у Италији у округу Авелино, региону Кампанија.
Према процени из 2011. у насељу је живело 3135 становника. Насеље се налази на надморској висини од 681 м.

## Становништво
| 1931. | 1936. | 1951. | 1961. | 1971. | 1981. | 1991. | 2001. | 2011. |
| ----- | ----- | ----- | ----- | ----- | ----- | ----- | ----- | ----- |
| 4.134 | 4.299 | 4.995 | 4.719 | 4.508 | 4.435 | 4.226 | 4.229 | 3.401 |